# Xyris minarum
Xyris minarum är en gräsväxtart som beskrevs av Moritz August Seubert. Xyris minarum ingår i släktet Xyris och familjen Xyridaceae. Inga underarter finns listade i Catalogue of Life.